# Котлета
Котле́та (от фр. côtelette — «рёбрышко») — в первоначальном значении: кусок мяса, приготовленный на кости. В современном русском языке и русской кухне: изделие из мясного фарша, его аналога (рыбного фарша, фарша из мяса птицы) или заменителя (фарш из овощей и т. д.), приготовленное без применения какого-либо соуса.

## История
Слово котлета (фр. côtelette) происходит от французского слова côtelé — ребристый или côte — ребро. Та часть мясной туши, из которой можно приготовить эти котлеты, тоже называется «côtelette».
Само блюдо «котлета» пришло в русскую кухню из европейской не позднее XVIII века. И так же, как и в Европе, в России под котлетой первоначально понимали кусок мяса с рёберной костью. Однако уже в первой половине XIX века появились так называемые рубленые котлеты, для приготовления которых мясо мелко рубилось ножом. Самым знаменитым примером такого рода являлись пожарские котлеты, которые впервые создал некий Евдоким Пожарский, владевший постоялым двором и трактиром в городе Торжке. Эти котлеты были воспеты А. С. Пушкиным, неоднократно проезжавшим через Торжок, и со временем обрели всероссийскую популярность.
Пока мясо для котлет необходимо было рубить вручную, они оставались достаточно дорогим блюдом. Появление мясорубки, сперва механической (с ручным приводом), а затем электрической, сделали котлету блюдом массовым. Этому способствовало и то, что, в отличие от цельного куска мяса, фарш можно было, первоначально с целью экономии, разбавлять хлебом, мелко нарезанными овощами или крупой. Постепенно это стало восприниматься как ценная во вкусовом отношении добавка, и сделалось фактически неотъемлемой частью русских котлет.
Сегодня в России и на постсоветском пространстве котлеты готовят из фарша, сделанного из мяса (говядина, свинина, баранина), птицы (курица, индейка), рыбы (чаще всего лососёвых и тресковых пород). Фарш лепится и замешивается с другими ингредиентами: сырыми яйцами (не обязательно), сухарями или измельченным (как вариант — через мясорубку) белым хлебом с добавлением молока, мелко нарубленным или тертым на мелкой терке луком, иногда чесноком, картофелем, сыром, пряностями, солью.
Слепленные из фарша котлеты обжаривают с относительно небольшим количеством масла на сковороде на сильном огне с обеих сторон, не закрывая сковороду крышкой. Потом сковороду накрывают крышкой и доводят до готовности на слабом огне. В это время можно залить котлеты каким-либо соусом или сметаной, чтобы они протушились. В некоторых случаях котлеты запекают или приготовляют на пару в специальной пароварке. При этом классические русские котлеты не варят и не жарят во фритюре. При жарке котлет часто используется панировка (но не кляр). Котлеты чаще всего имеют формы небольших, крепко сбитых овалов, которая особенно удобна для жарки котлет.
Готовые котлеты подают горячими, обычно, но не обязательно, с гарниром (рис, макароны, картофельное пюре) и соусом.
Существуют также котлеты из овощей (морковные, капустные, картофельные, свекольные, фасолевые), а также рисовые котлеты.
Особняком от остальных котлет современной русской кухни стоят котлеты по-киевски: сделанные не из фарша и нередко подаваемые на кости, они являются котлетами в европейском смысле, а не в современном русском.

## В мировой кухне
В западной кухне котлетами по-прежнему называются небольшие куски мяса, например, баранины, приготовленной на кости. Блюдо считается изысканным и не относится к категории повседневных.
Одним из известных видов котлет на Западе является миланская котлета (итал. cotoletta alla milanese) — телячья котолетта, обвалянная в хлебных крошках и зажаренная во фритюре. Рецепт схож с рецептом венского шницеля, но, в отличие от него, котлета готовится на кости. У кулинаров до сих пор нет чёткого мнения, какое из этих блюд является прародителем другого.
Также котлеты присутствуют в кухнях Австралии, Новой Зеландии, Турции и Америки. В еврейской кухне готовят куйлалах, в ливанской — кеббе.

## В японской кухне
Котлеты появились и в Японии, получив название кацурэцу (яп. カツレツ) или коротко кацу. Правда, кацу скорее являлись разновидностью шницеля. Первоначально они были предназначены для европейцев. Наиболее распространённой в современной Японии является тонкацу — фактически, зажаренная во фритюре свиная отбивная.